# 松田甚次郎
松田 甚次郎（まつだ じんじろう、1909年（明治42年）3月3日 - 1943年（昭和18年）8月4日）は、日本の農業指導者、著述家。
宮沢賢治の影響を受けて、郷里で後世の村おこしに当たる活動を実践し、その経験を記した著作『土に叫ぶ』はベストセラーとなった。

## 生涯
山形県出身。1909年（明治42年）3月3日、山形県最上郡稲舟村鳥越（現新庄市）において、当時集落一番の大地主である松田甚五郎の長男として生まれた。
盛岡高等農林学校（現岩手大学農学部）在学中に宮沢賢治と出会い、卒業後に「小作人たれ」「農村劇をやれ」という賢治の言葉を実践する。以後、農民生活の向上と農村文化・芸術の確立に生涯をかけて取り組んだ。鳥越八幡神社境内につくった土舞台で36回の農村劇を実施した。その土舞台は現在も残っている。最上共働村塾を開設し、託児所や共同施設を設け、山岳立体農業にも挑戦する。
1927年（昭和2年）、2月1日付岩手日報朝刊に「新しい農村の建設に努力する、花巻農学校を辞した宮沢先生」との見出しが載り、賢治の「農村経済の勉強と耕作をし、生活、すなわち芸術の生きがい送りたい」という記事を見た甚次郎は、盛岡高等農林学校別科を卒業間際の3月に賢治のもとを訪ね、生涯の教訓を受ける。帰郷したのち父より六反歩の田地を借り小作農となり、鳥越倶楽部を結成する。8月になって、羅須地人協会を設立して独居自炊していた賢治のもとを再訪、持参した戯曲の原稿を賢治に見せ、「水涸れ」というタイトルとアドバイスを受ける。同年9月、鳥越八幡神社境内に土舞台を作り、農村劇「水涸れ」を公演。序幕は松田が好きだったミレーの絵『落穂拾い』を劇で表現した。
1928年（昭和3年）、茨城県友部の日本国民高等学校（旧制高等学校ではなく、農業従事者のための私塾）へ入学。立国の基礎を農業におくことを主張した農本主義を学ぶ。この頃、満蒙開拓者の加藤完治に出会う。翌年1月、国民高等学校第一部終了。
1929年（昭和4年）、甘酒のこうじ造りを始める。鳥越倶楽部に女子部を結成する。街頭で禁酒運動演説をする。
1930年（昭和5年）、母の会を結成、母子の保健厚生にのり出す。農村劇『移民劇』上演。1931年（昭和6年）、大日本聯合青年団指導員養成所第一回生として入所。農村劇『壁が崩れた』上演。
1932年（昭和7年）5月10日、北村山郡横山村寺崎效太郎次女睦子と結婚、甘酒で神前で式を挙げる。麹室を作り醤油、味噌麹を部落内を一手に引受ける。「最上共働村塾」という名の青年農業研修塾を設立する。全国篤農青年大会に山形県代表として出席。農村劇『国境の夜(秋田雨雀作)』上演。
1933年（昭和8年）1月、有栖川宮記念更生資金第一回拝受。同年3月「最上共働村塾」塾舎建設に着手し翌月に完成する。10月、鳥越隣保館落成。農繁期託児所を開設。農村劇『義民佐倉宗吾』上演。1934年（昭和9年）、初の喜劇『結婚後の一日(樋口一葉作)』上演。1935年（昭和10年）、農繁期共同炊事を始める。農村劇『ベニスの商人』上演。1936年（昭和11年）、共同浴場建設、利用開始。農村劇『乃木将軍と渡守り』上演。1937年（昭和12年）、新庄町平和館で農村社会事業資金造成の為、「映画と演劇の夕」を開催する。
1938年（昭和13年）、肋膜炎を再発。同年5月、『土に叫ぶ』出版、中央社会事業協会より文献賞を受ける。8月、新国劇が本作を戯曲化し東京有楽座で上演。自らの回顧録『土に叫ぶ』を羽田書店（羽田孜の父である羽田武嗣郎の経営）から出版したところベストセラーとなり、次いで翌年、『宮沢賢治名作選』を同じ羽田書店から出版。当時、賢治はすでに最初の全集も刊行されてはいたがその知名度はまだ限られたものであった。同書は賢治の存在と作品を広く世に伝える役割を果たした。
1939年（昭和14年）3月7日、『宮沢賢治名作選』出版、文部省推選となる。同年5月27日、「土に叫ぶ館」燃失。12月3日、塾舎再建落成し、全国同志の後援に感激する。
1941年（昭和16年）1月1日、「村塾建設の記」出版。同年3月12日、「新しき生活の建設」全国放送。9月28日、最上共働村塾十周年記念式挙行。
1942年（昭和17年）3月、「野に立て」出版。11月、朝鮮記行。12月、「続土に叫ぶ」出版。
1943年（昭和18年）7月9日、雨乞祈願八ッ森登山、病床につく、再起不能。7月27日、新庄町楠病院に入院。8月4日、午前9時楠病院で死亡。行年35才。8月6日、佛式にて葬儀を行なう。法名「鳳祥院園通共働居士｣。

## 作品一覧

### 出版物
- 『土に叫ぶ』（1938年）
- 『宮沢賢治名作選』（1939年）
- 『村塾建設の記』 （1942年）
- 『野に起て』 （1942年）
- 『続　土に叫ぶ』（1942年）

## 映像作品
- 『雪国』 - ドキュメント映画（1939年）38分、監督：石元統吉
- 『新しき生活の建設』 - 全国放送（1941年）